# 迈克尔·格日梅克
迈克尔·格日梅克（Michael Grzimek；1934年4月12日—1959年1月10日），出生于柏林，是西德的动物学家、生物保育员、电影摄制者。

## 生平
迈克尔·格日梅克是伯恩哈德·格日梅克与希尔德加德的第二个儿子。当还是孩子时，他就协助他的父亲研究狼和狗。
16岁时随同他的父亲到达象牙海岸，协同父亲完成《Kein Platz für wilde Tiere》一书，讲述1954年在刚果盆地的远征。1959年在塞伦盖蒂国家公园拍摄纪录片《塞伦加蒂不该丧命》时遇难。

## 作品

### 电影
- 《Kein Platz für wilde Tiere》，1956
- 《塞伦加蒂不该丧命》，1959

### 书籍
- 《塞伦加蒂不该丧命》，1959